# Landesverwaltungsgericht Sachsen
Das Landesverwaltungsgericht Sachsen mit Sitz in Dresden war in der Sowjetischen Besatzungszone (SBZ) und den Anfangsjahren der DDR das Verwaltungsgericht des Landes Sachsen. Die Literatur ging überwiegend davon aus, dass dieses Gericht nur auf dem Papier bestanden hätte. Erst neuere Forschungen ergaben, dass das Gericht eine (wenn auch nur unbedeutende) Tätigkeit ausgeübt hat.

## Vorgeschichte
Im Königreich Sachsen wurde eine Verwaltungsgerichtsbarkeit zum 1. Januar 1901 und damit im Vergleich mit den anderen deutschen Staaten erst relativ spät eingeführt. An der Spitze der Verwaltungsgerichte des Königreichs stand das Sächsische Oberverwaltungsgericht in Dresden. Dieses hatte 1909 bis 1945 seinen Sitz am Antonsplatz 1/Breite Straße 24 (das Gebäude wurde Februar 1945 zerstört). Nach der Machtergreifung der Nationalsozialisten wurde am 1. Dezember 1933 Herbert Schelcher Präsident des OVG. Die Funktion der Verwaltungsgerichtsbarkeit in Deutschland wurde ausgehöhlt. 1944 wurde die Verwaltungsgerichtsbarkeit generell abgeschafft.

## Nach dem Zweiten Weltkrieg
Am 18. September 1944, nachdem die Alliierten erstmals deutschen Boden erobert hatten, wurde mit Proklamation Nr. 1 der Militärregierung die Aufhebung aller deutschen Gerichte in den besetzten Gebieten verfügt. Dort bestanden damit nur noch die Militärgerichte der Siegermächte. Mit SMAD-Befehl Nr. 3 wurden am 9. Juli 1945 die Länder in der SBZ eingerichtet. In der mit SMAD-Befehl 110 vom 22. Oktober 1945 eingerichteten Landesverwaltung Sachsen war Herbert Schelcher zunächst als Sachbearbeiter für die Verwaltungsordnung eingesetzt, wurde im Februar 1946 jedoch verhaftet und starb am 7. Mai des Jahres im sowjetischen Speziallager 1 in Mühlberg/Neuburxdorf.
Der Alliierte Kontrollrat für Deutschland hatte im Oktober 1946 mit dem Kontrollratsgesetz 36 die Abschaffung der Verwaltungsgerichtsbarkeit durch die Nationalsozialisten für aufgehoben erklärt. Für eine Wiedereinführung von Verwaltungsgerichten in der SBZ fehlte jedoch erneut der politische Wille. Insbesondere ein Rechtsschutz gegen die politische und wirtschaftliche Transformation der SBZ in einen sozialistischen Staat (beispielsweise gegen die Enteignungen der Bodenreform) waren unerwünscht. Verwaltungsakte waren damit mangels Anfechtungsmöglichkeit sofort bestandskräftig. Auch das Anrufen der ordentlichen Gerichte gegen Verwaltungsentscheidungen wurde drastisch eingeschränkt. Insbesondere schloss die Verordnung über die Geltendmachung von Maßnahmen der öffentlichen Gewalt vom 14. März 1946 das Anrufen der ordentlichen Gerichte zur Herausgabe beschlagnahmter Sachen aus. Gerichtliche Überprüfungen von Enteignungssachen wurde in der Verordnung zur Durchführung des Gesetzes vom 30. Juni 1946 über die Übergabe von Betrieben von Kriegs- und Naziverbrechern in das Eigentum des Volkes vom 18. Juli 1946 normiert. Neben diesen praktischen Erwägungen standen ideologische. Die Sowjets und die SED gingen davon aus, dass Verwaltungsgerichte in kapitalistischen Gesellschaften notwendig seien, da das Verwaltungshandeln im Sinne der besitzenden Klasse erfolge und daher der Kontrolle und Korrektur bedürfe. Im Sozialismus sei dieser Klassengegensatz aufgehoben; einer Verwaltungsgerichtsbarkeit bedürfe es daher nicht.

## Das Verwaltungsgerichtsgesetz
Nachdem entgegen dem Kontrollratsgesetz 36 in den meisten Ländern der SBZ keine Verwaltungsgerichtsbarkeit aufgebaut worden war, wies die SMAD mit SMAD-Befehl Nr. 173 betreffen Wiederherstellung und Reorganisation der Administrativgerichte vom 8. Juli 1947 die Ministerpräsidenten der SBZ-Länder an, entsprechende Gesetzesentwürfe zu erstellen und den Landtagen vorzulegen.
In Sachsen legte die Regierung keinen Gesetzesentwurf vor. Stattdessen lagen dem Landtag je ein Gesetzesentwurf der SED und der LDP vor. Es waren vor allem drei Punkte, die den Unterschied ausmachten. Während die LDP eine Generalklausel forderte (dass eben jeder Verwaltungsakt gerichtlich überprüft werden konnte), wollte die SED das Enumerationsprinzip einführen: Nur solche Arten von Verwaltungsakten, die in einer Verordnung des (SED-geführten) Innenministeriums aufgeführt waren, sollten anfechtbar sein. Genauso wichtig war die Besetzung des Gerichtes. Während die LDP unabhängige Richter wollte, wollte die SED die Funktion eines Verwaltungsgerichtes am liebsten durch einen Landtagsausschuss wahrnehmen lassen. Da dies dem Wortlaut des Kontrollratsgesetzes widersprach, sollten stattdessen die Richter des Verwaltungsgerichtes durch den Landtag gewählt werden, um die Kontrolle der Politik über das Gericht zu gewährleisten. Zuletzt forderte die LPD eine Verwaltungsgerichtsbarkeit in zwei Instanzen, die SED wollte ein einstufiges Verfahren.
Die Gleichschaltung der Blockparteien war 1947 noch nicht abgeschlossen. So kam es zu einer der letzten strittigen Entscheidungen des Landtags. In der Landtagssitzung vom 30. Oktober 1947 wurde der SED-Entwurf mit leichten Modifikationen mit 54 zu 42 Stimmen angenommen. Rechnerisch hätte es eine Mehrheit der demokratischen Parteien geben können. Es fehlten jedoch zwölf Abgeordnete der LDP. Eine wichtige Änderung betraf das Enumerationsprinzip. Dieses war im Gesetz enthalten. Die Enumeration selbst sollte allerdings nicht durch das Ministerium erfolgen, sondern „im Rahmen der Gesetze“. Da diese auf sich warten ließen, stockte entsprechend auch der Aufbau des Gerichtes. Das Verwaltungsgerichtsgesetz (VwGG) vom 30. Oktober 1947 bildete die Grundlage für das Landesverwaltungsgericht Sachsen.

## Die Änderungsgesetze
Am 21. Juni 1948 legte die Regierung dem Landtag den Entwurf einer Ausführungsverordnung vor. Diese wurde in den Verfassungsausschuss verwiesen und dort immer wieder vertagt. Letztlich legte der Verfassungsausschuss dem Plenum einen neuen Gesetzesentwurf zu einem Gesetz zur Änderung und Ausführung des Gesetzes vom 30. Oktober 1947 über die Verwaltungsgerichtsbarkeit vom 30. September 1949 vor. Dieses legte eine schmale Zuständigkeit fest und wurde (nun war eine Opposition im Landtag nicht mehr möglich) einstimmig angenommen. 
Nach den als Scheinwahlen durchgeführten Landtagswahlen in der DDR 1950 nickte der Landtag ohne Diskussion das Gesetz zur Änderung der die Verwaltungsgerichtsbarkeit betreffenden Gesetze vom 25. Mai 1950 einstimmig ab. Darin wurde geregelt, dass die Richter am Gericht nicht mehr die Befähigung zum Richteramt haben müssten.

## Die Einrichtung des Gerichtes

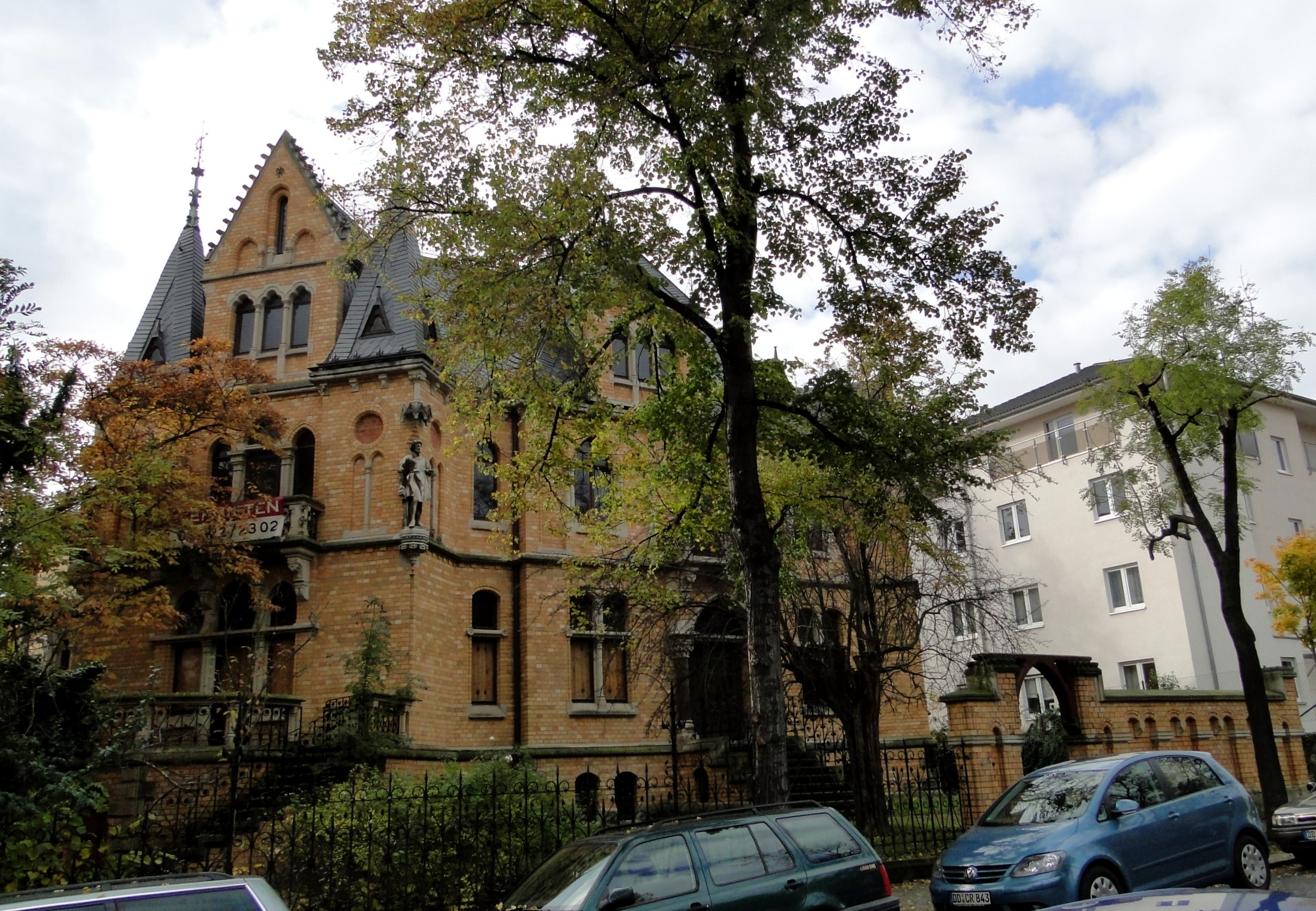
Die Villa Möckel

Am 9. April 1948 wählte der Landtag Kurt Ebert (SED, vorher SPD) als Gerichtspräsidenten. Dieser leitete die Volksrichterausbildung in Sachsen. Auf Anfrage der CDU am 8. Januar 1950, wann das Gericht seine Arbeit aufnehmen würde, teilte das Ministerium mit, es seien alle Vorbereitungen erfolgt, dass das Gericht die Arbeit aufnehmen können. Außer dem Präsidenten seien jedoch noch keine Richter gewählt worden.
Am 25. Mai 1950 wählte der Landtag den Nichtjuristen Josef Rambo (CDU) zum neuen Gerichtspräsidenten (am gleichen Tag wurde das Gesetz geändert, um dies möglich zu machen). Dieser flüchtete jedoch Anfang September in den freien Westen. Daher wählte der Landtag im November 1950 den Landtagsabgeordneten und Pharmazeuten Magnus Dedek (CDU) zum Präsidenten. Am 7. Juli hatte der Landtag Alfred Zeidler (SED, vorher KPD) zum Vizepräsidenten und Hans Flothow (LDP) als hauptamtlichen Richter gewählt. Auch die Schöffen waren aus den Reihen der SED und der Blockparteien gewählt worden.
Damit war grundsätzlich die Möglichkeit gegeben, dass das Gericht seine Arbeit aufnehmen könnte. Jedoch legten Zeidler und Flothow ihre Ämter kurze Zeit später nieder. In der Landtagssitzung vom 4. Juli 1951 wurden Franz Ulich (SED, vorher SPD) als Vizepräsident und Friedrich Weller (LDP) als Richter gewählt.
Bereits im Januar 1948 waren dem Gericht Diensträume in der Villa Möckel zugewiesen worden. Im November 1951 wurde es in den Gebäudekomplex der ehemaligen Luftwaffe in der August-Bebel-Straße 19 verlegt.

## Die Tätigkeit des Gerichtes
Eine Tätigkeit des Gerichtes 1947 bis 1949 ist nicht nachweisbar. Die ersten nachweisbaren Entscheidungen des Gerichtes sind zwei Entscheidungen aus dem Jahr 1950 (die beide mangels Zuständigkeit abgewiesen wurden). Für das Jahr 1951 zählte das Gericht 28 Eingänge, davon 24 sonstige Eingaben und 4 Rechtsmittel. Darunter waren drei Klagen. Eine davon wurde zurückgenommen, die beiden anderen als offenbar unzulässig zurückgewiesen. 

## Das Ende des Gerichtes
Im Jahre 1952 wurden die Länder der DDR abgeschafft und stattdessen Bezirke eingerichtet. In diesem Zusammenhang wurde das Verwaltungsgericht in Dresden abgewickelt, ohne dass es eine Rechtsgrundlage oder ein Verwaltungsakt hierzu gab. Die beiden hauptamtlichen Richter erhielten ein Kündigungsschreiben, in dem die Auflösung der Landesregierungen als Grund genannt war.

## Wiedererrichtung der Verwaltungsgerichtsbarkeit
Kurz vor dem Zusammenbruch der DDR wurden im Juli 1989 bei den Kreisgerichten Leipzig, Dresden und Karl-Marx-Stadt Kammern für Verwaltungssachen gebildet. Zum 1. Juli 1992 wurden deren Aufgaben auf die in den gleichen Städten neu eingerichteten Verwaltungsgerichte der ersten Instanz das Sächsische Oberverwaltungsgericht als zweite Instanz verlagert.